# Onychopterocheilus waltoni
Onychopterocheilus waltoni är en stekelart som först beskrevs av Meade-waldo 1913.  Onychopterocheilus waltoni ingår i släktet Onychopterocheilus och familjen Eumenidae. Inga underarter finns listade i Catalogue of Life.